# Bistum N’Dali
Das Bistum N’Dali (lateinisch Dioecesis Ndaliensis, französisch Diocèse de N’Dali) ist eine in Benin gelegene Diözese der römisch-katholischen Kirche mit Sitz in N’Dali.

## Geschichte
Das Bistum N’Dali wurde am 22. Dezember 1999 durch Papst Johannes Paul II. mit der Apostolischen Konstitution Ubi catholica fides aus Gebietsabtretungen des Erzbistums Parakou errichtet und diesem als Suffraganbistum unterstellt. Erster Bischof wurde Martin Adjou Moumouni.